# Distrikt San Marcos de Rocchac
Der Distrikt San Marcos de Rocchac liegt in der Provinz Tayacaja in der Region Huancavelica im Südwesten von Zentral-Peru. Der Distrikt wurde am 7. Juni 1961. Er besitzt eine Fläche von 287 km². Beim Zensus 2017 wurden 1947 Einwohner gezählt. Im Jahr 1993 lag die Einwohnerzahl bei 3627, im Jahr 2007 bei 3202. Sitz der Distriktverwaltung ist die 3182 m hoch gelegene Ortschaft San Marcos de Rocchac mit 296 Einwohnern (Stand 2017). San Marcos de Rocchac befindet sich 34 km nördlich der Provinzhauptstadt Pampas.

## Geographische Lage
Der Distrikt San Marcos de Rocchac liegt in der peruanischen Zentralkordillere im äußersten Nordwesten der Provinz Tayacaja. Die Längsausdehnung in Ost-West-Richtung beträgt knapp 32 km, die maximale Breite liegt bei 11 km. Das Gebiet wird nach Osten über den Río Huari, Río Acobamba, Río Matibamba und Río Pariahuanca zum Río Mantaro hin entwässert.
Der Distrikt San Marcos de Rocchac grenzt im Westen an die Distrikte Pucará und Sapallanga (beide in der Provinz Huancayo), im Nordwesten und im Norden an die Distrikte Huancayo und Pariahuanca (ebenfalls beide in der Provinz Huancayo), im Nordosten an den Distrikt Salcahuasi, im Osten an den Distrikt Salcabamba, im Südosten an den Distrikt Huaribamba, im Süden an den Distrikt Pichos sowie im Südwesten an den Distrikt Pazos.

## Ortschaften
Im Distrikt gibt es neben dem Hauptort folgende größere Ortschaften:
- Montecolpa
- Quimilo (225 Einwohner)